# Chakalaka

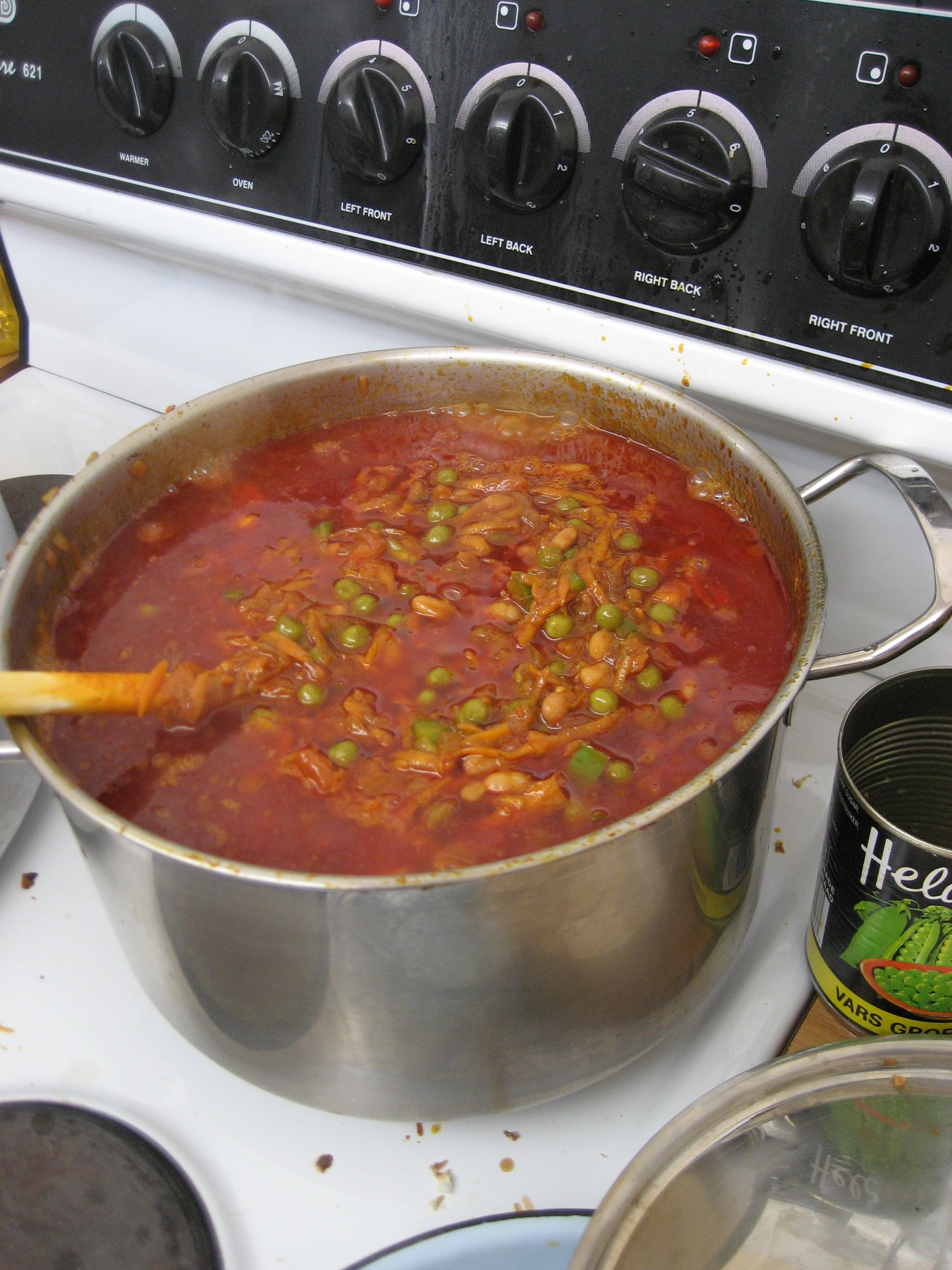
Chakalaka

Chakalaka là một loại rau gia vị ở Nam Phi, có vị cay. Là loại rau truyền thống thường được dùng kèm với bánh mỳ, pap, samp, thịt hầm hoặc Cà-ri. Để giảm bớt hương vị cay của loại rau này, người ta thường dùng kèm với amasi (một loại sữa chua). Chakalaka có nguồn gốc tại các thị trấn của Johannesburg. Có rất nhiều cách để chế biến rau Chakalaka, tùy thuộc vào từng vùng miền và khẩu vị mỗi người. Ngoài ra còn dùng với đỗ. Nhiều biến thể của Chakalaka tồn tại, tùy thuộc vào khu vực và truyền thống gia đình. Một số phiên bản bao gồm đậu, bắp cải và hạt bơ.